# Charles-Gilbert Heulhard de Montigny
Pour les articles homonymes, voir Heulard ou Heulhard.
Philibert Charles Gilbert Heulhard de Montigny, né le 10 novembre 1771 à Lormes et mort le 14 janvier 1872 au château de Fraifontaine (commune de Lormes), est un magistrat, pamphlétaire et homme politique français.

## Historique familial
Charles-Gilbert Heulhard de Montigny est né dans une famille d'ancienne bourgeoisie originaire du Bourbonnais, établie au XVIIIe siècle dans le Nivernais, issue de François(1) Heulhard (mort en 1655), notaire royal à Moulins (Allier). *François(2) Heulhard (1630-1699), est notaire royal à Moulins, avocat au parlement, intendant du prince de Condé. *Gilbert Heulhard (1662-1705), est receveur du grenier à sel de Luzy, (Nièvre). *Nicolas Lazare Heulhard (1705-1787), est bourgeois de Vézelay, procureur fiscal en l'élection de Vézelay. *Jean-Alban Heulhard (1732-1804), est avocat en Parlement, procureur fiscal à Lormes, (Nièvre). Lors de la phase libérale du Second Empire, il obtint par décret du 24 mars 1860 de joindre à son nom celui de de Montigny, pour porter le patronyme « Heulhard de Montigny ».
Son petit neveu est l'homme de lettres et critique musical et théâtral Arthur Heulhard (1849-1920)
http://www.arthurheulhard.altervista.org/Arthur Heulhard

## Armes de la famille Heulhard
- « d'argent au chevron d'azur accompagné de 3 œillets de gueules arrachés de sinople »

## Biographie
Né en 1771, Charles-Gilbert Heulhard de Montigny est issu de la famille Heulhard. Plusieurs de ses ancêtres ont été maires de Moulins. Son père, Jean Alban Heulhard (1732-1804), est un éminent jurisconsulte.

### Le jeune pamphlétaire monarchiste
Il fait des études de médecine, mais se consacre surtout à l'écriture durant la période révolutionnaire. Il embrasse avec enthousiasme les idéaux de 1789 mais se défie des Jacobins. Il publie ainsi en 1795 un pamphlet, la Lanterne de Diogène, dénonçant les Montagnards et plus particulièrement la queue de Robespierre : Collot d'Herbois, Billaud-Varenne etc. En l'an IV, il est électeur du département de la Nièvre pour le canton de Lormes. À ce titre, il combat en vain le Décret des deux tiers qu'il considère comme une manœuvre des « terroristes » pour conserver le pouvoir. Un an plus tard, il publie De l'influence des partis sur l'opinion publique, une brochure qui attaque la politique du Directoire. 
Heulhard de Montigny se définit alors comme un monarchiste libéral, attaché aux principes de 1789, mais farouche opposant du suffrage universel et des dérives révolutionnaires.

### Carrière sous Napoléon
Ayant abandonné la médecine, il suit la voie paternelle et se tourne vers l'étude du droit. En 1803, il rédige un Précis des évènements et de la législation de la Révolution, salué par le milieu judiciaire. https://gallica.bnf.fr/ark:/12148/bpt6k57006816.r=Heulhard%20de%20montigny?rk=64378;0
Sous le Premier Empire, Heulhard commence véritablement sa carrière dans la magistrature. En 1808, il est auditeur à la Cour d'appel de Bourges, puis conseiller l'année suivante.
C'est en 1815 que commence sa carrière politique. Durant les Cent-Jours, il est élu député de la Nièvre à la Chambre des représentants, par 55 voix sur 95 votants. Il ne se fait pas remarquer au cours de cette courte législature, si ce n'est pour demander que l'on maintienne à l'ordre de jour la loi sur la liberté de la presse.

### Magistrat et notable berruyer
Il retourne ensuite à la magistrature, tout en participant aux débats judiciaire et politique. Il publie ainsi sous la Restauration plusieurs brochures traitant de ces questions d'actualité, comme Considérations sur le pouvoir judiciaire et sur le jury en 1819. Il se pose alors comme l'un des chefs de file du parti libéral dans la région. 
En 1823, Heulhard tente de redevenir député de la Nièvre, mais il est largement battu par l'ultra-royaliste Chabrol de Chaméane. Cette expérience électorale est pour lui la seule jusqu'à la chute de Charles X. Par ailleurs, il lance en 1828 une souscription en faveur de la création d'une École normale à Bourges qu'il inaugure l'année suivante. Le discours qu'il prononce à cette occasion lui attire le courroux des ultra-royalistes. Il perd ainsi l'occasion de devenir président de chambre au bénéfice de Philippe de Bengy, un jeune magistrat lié au parti royaliste.

### Député du Cher en 1830
En juillet 1830, Heulhard est à nouveau élu député, cette fois-ci pour le Cher. Son élection et celle du son collègue Devaux permettent le triomphe des libéraux dans le département. Quelques jours après son élection se déroule la Révolution des Trois Glorieuses. Heulhard de Montigny adhère avec enthousiasme à la Monarchie de Juillet et vote avec le parti de la résistance. Il quitte son siège moins d'un an plus tard, en 1831.

### Fin de carrière
Heulhard poursuit sans encombre sa carrière de magistrat et est enfin nommé en 1833 président de chambre à la Cour royale de Bourges. En 1839, il est fait officier de l'Ordre de la Légion d'honneur.
En 1840, à 68 ans, il est admis à la retraite avec le tire de président honoraire. Il reprend alors sa carrière politique et siège plusieurs années au Conseil général de la Nièvre pour le canton de Lormes. Battu aux élections cantonales de 1842, il se retire dans ses propriétés. Mais le Second Empire le ramène à nouveau à l'activité politique, puisqu'il devient en 1853 maire de Lormes, sa ville natale.
Heulhard de Montigny publie également des brochures à caractère politique, jusqu'à un âge très avancé. Orléaniste de conviction, il pourfend dans ses écrits le suffrage universel et soutient le mode de scrutin censitaire. Il demeure néanmoins fidèle à l'empereur Napoléon III, saluant l'avènement progressif de l'Empire libéral dans les années 1860. L'année de ses cent ans, il rédige une brochure sur l'Assemblée nationale de 1871.
Il meurt centenaire au début de 1872. Né sous Louis XV, il meurt au tout début de la Troisième République, après avoir assisté à la disparition de tous ses contemporains.